# Quyang Lu
Quyang Lu (chiń. 曲阳路站) – stacja początkowa metra w Szanghaju, na linii 8. Zlokalizowana jest pomiędzy stacjami Siping Lu i Hongkou Zuqiuchang. Została otwarta 29 grudnia 2007.